# Egerváry Márta
Egerváry Márta (Budapest, 1943. március 24. –) Európa-bajnoki bronzérmes úszó, orvos. 1962-ben az év sportolónője volt Magyarországon. Testvére Egerváry Géza repülő- és autómodellező volt.

## Élete
Egerváry Tibor (1894–1970) és gróf Degenfeld-Schönburg Janka (1912–1959) gyermekeként született. 1961-ben érettségizett a Hámán Kató Leánygimnáziumban. A Semmelweis Orvostudományi Egyetemen általános orvosi diplomát szerzett. Az 1990-es években a Korányi Szanatóriumban dolgozott főorvosként. 1999-től nyugdíjas.
1957 és 1969 között a Ferencvárosi TC, 1989-től a Szenior Úszó Klub úszója volt. 1958 és 1968 között megszakításokkal a válogatott tagja volt. 1959 és 1968 között 41 magyar bajnoki címet szerzett. Három olimpián vett részt. 1960-ban, Rómában hatodik lett a 4 × 100m váltó tagjaként. 1964-ben, Tokióban nyolcadik lett 400 m vegyesen. Az 1968-as mexikóvárosi olimpián helyezetlenül zárt. 1962-ben a lipcsei Európa-bajnokságon 400 m vegyesen bronzérmes lett. Ebben az évben az év sportolónője lett Magyarországon.

## Sikerei, díjai
- Olimpiai játékok
  - 4 × 100 m váltó
    - 6.: 1960, Róma

  - 400 m vegyes
    - 8.: 1964, Tokió
- Európa-bajnokság
  - 400 m vegyes
    - bronzérmes: 1962, Lipcse
- 41-szeres magyar bajnok (1959–68)
- Magyar Népköztársaság Érdemes Sportolója (1962)[4]
- az év magyar sportolónője (1962)
- az FTC örökös bajnoka (1974)

## Rekordjai

### 200 m hát
- 2:39,3 (1962. május 2., Budapest) országos csúcs
- 2:38,1 (1962. szeptember 14., Budapest) országos csúcs

### 50 m mell
- 37,0 (1962. június 2., Budapest) országos csúcs – a táv első magyar csúcstartója volt

### 100 m pillangó
- 1:15,3 (1960. július 29., Budapest) ifjúsági országos csúcs
- 1:11,0 (1962. május 20., Budapest) országos csúcs
- 1:10,4 (1962. június 24., Budapest) országos csúcs
- 1:10,2 (1964. augusztus 22., Budapest) országos csúcs

### 200 m pillangó
- 2:46,6 (1962. május 6., Budapest) országos csúcs
- 2:42,7 (1962. szeptember 14., Budapest) országos csúcs
- 2:39.1 (1967. szeptember 17. Budapest) országos csúcs

### 200 m vegyes
- 2:45,8 (1960. július 10., Budapest) ifjúsági országos csúcs

### 400 m vegyes
- 5:54,4 (1960. július 5., Budapest) felnőtt és ifjúsági országos csúcs
- 5:50,6 (1961. augusztus 26., Budapest) országos csúcs
- 5:44,6 (1962. május 5., Budapest) országos csúcs
- 5:36,3 (1962. június 3., Budapest) országos csúcs
- 5:33,3 (1962. augusztus 28., Lipcse) országos csúcs